# EuropaCorp
EuropaCorp és una companyia cinematogràfica amb base a Saint-Denis, un suburbi al nord de París, i un dels pocs estudis de servei complet que fa i distribueix pel·lícules; com també una de les majors companyies al continent. S'especialitza en  producció,  distribució, vídeo de pagament, VOD, vendes, col·laboracions i llicències, enregistrament, publicació i exposició. El model financer integrat d'EuropaCorp genera ingressos des d'una àmplia gamma de fonts, amb pel·lícules de molts gèneres i una forta presència als mercats internacionals.